# Noors voetbalelftal in 1993
Het Noors voetbalelftal speelde in totaal tien interlands in het jaar 1993, waaronder zes duels in de kwalificatiereeks voor de WK-eindronde (1994) in de Verenigde Staten. Daarvoor wist de ploeg onder leiding van bondscoach Egil Olsen zich te plaatsen. Op de FIFA-wereldranglijst steeg Noorwegen in 1993 van de negende (januari 1993) naar de vierde plaats (december 1993). In oktober werd met de tweede plaats de hoogste notering ooit behaald. Verdediger Tore Pedersen (Oldham Athletic) kwam als enige in alle tien duels in actie.

## Balans
| Wedstrijden | Wedstrijden | Wedstrijden | Wedstrijden | Doelpunten | Doelpunten | Doelpunten | Punten |
| Gespeeld    | Winst       | Gelijk      | Verlies     | Voor       | Tegen      | Saldo      | Punten |
| ----------- | ----------- | ----------- | ----------- | ---------- | ---------- | ---------- | ------ |
| 10          | 7           | 2           | 1           | 25         | 5          | +20        | 1.600  |

## Interlands
|                                                        |            |       |                   |                                                                                              |
| 10 februari Vriendschappelijk № 546 «onderlinge duels» | Portugal   | 1 – 1 | Noorwegen         | Estádio de São Luís, Faro Toeschouwers: 6.000 Scheidsrechter: Antonio Martín Navarrete (ESP) |
| 10 februari Vriendschappelijk № 546 «onderlinge duels» | Oceano 56' |       | 87' Gøran Sørloth | Estádio de São Luís, Faro Toeschouwers: 6.000 Scheidsrechter: Antonio Martín Navarrete (ESP) |

|                                                     |                  |       | |                                                                                                |
| 30 maart Vriendschappelijk № 547 «onderlinge duels» | Qatar            | 1 – 6 | Noorwegen | Khalifa International Stadium, Doha Toeschouwers: 6.000 Scheidsrechter: Freddy Philippoz (SUI) |
| 30 maart Vriendschappelijk № 547 «onderlinge duels» | Mamood Soufi 65' |       | 8' Øyvind Leonhardsen 26' Jostein Flo 43' Jan Åge Fjørtoft 51' Jan Åge Fjørtoft 59' Jan Åge Fjørtoft 74' Jahn Ivar Jakobsen | Khalifa International Stadium, Doha Toeschouwers: 6.000 Scheidsrechter: Freddy Philippoz (SUI) |

|                                                             |                                                                      |       |                 |                                                                                     |
| 28 april WK-kwalificatie № 548 «onderlinge duels» 20:30 uur | Noorwegen                                                            | 3 – 1 | Turkije         | Ullevaal Stadion, Oslo Toeschouwers: 21.530 Scheidsrechter: Hans-Jürgen Weber (GER) |
| 28 april WK-kwalificatie № 548 «onderlinge duels» 20:30 uur | Kjetil Rekdal 14' (pen.) Jan Åge Fjørtoft 17' Jahn Ivar Jakobsen 55' |       | 57' Feyyaz Uçar | Ullevaal Stadion, Oslo Toeschouwers: 21.530 Scheidsrechter: Hans-Jürgen Weber (GER) |

|                                                 |                                         |       |          |                                                                               |
| 2 juni WK-kwalificatie № 549 «onderlinge duels» | Noorwegen                               | 2 – 0 | Engeland | Ullevaal Stadion, Oslo Toeschouwers: 22.256 Scheidsrechter: Sándor Puhl (HUN) |
| 2 juni WK-kwalificatie № 549 «onderlinge duels» | Øyvind Leonhardsen 42' Lars Bohinen 48' |       |          | Ullevaal Stadion, Oslo Toeschouwers: 22.256 Scheidsrechter: Sándor Puhl (HUN) |

|                                                 |           |       |           |                                                                               |
| 9 juni WK-kwalificatie № 550 «onderlinge duels» | Nederland | 0 – 0 | Noorwegen | De Kuip, Rotterdam Toeschouwers: 42.600 Scheidsrechter: Vasilis Nikakis (GRE) |
| 9 juni WK-kwalificatie № 550 «onderlinge duels» |           |       |           | De Kuip, Rotterdam Toeschouwers: 42.600 Scheidsrechter: Vasilis Nikakis (GRE) |

|                                                        |         | |           |                                                                         |
| 11 augustus Vriendschappelijk № 551 «onderlinge duels» | Faeröer | 0 – 7 | Noorwegen | Svangaskarð, Toftir Toeschouwers: 800 Scheidsrechter: Lars Gerner (DEN) |
| 11 augustus Vriendschappelijk № 551 «onderlinge duels» |         | 6' (pen.) Lars Bohinen 9' Øyvind Leonhardsen 27' Mons Ivar Mjelde 39' Mons Ivar Mjelde 74' Egil Østenstad 75' Jan Pedersen 87' Egil Østenstad |           | Svangaskarð, Toftir Toeschouwers: 800 Scheidsrechter: Lars Gerner (DEN) |

|                                                        |                         |       |                  |                                                                                       |
| 8 september Vriendschappelijk № 552 «onderlinge duels» | Noorwegen               | 1 – 0 | Verenigde Staten | Ullevaal Stadion, Oslo Toeschouwers: 16.348 Scheidsrechter: Michel Zen-Ruffinen (SUI) |
| 8 september Vriendschappelijk № 552 «onderlinge duels» | Stig Inge Bjørnebye 13' |       |                  | Ullevaal Stadion, Oslo Toeschouwers: 16.348 Scheidsrechter: Michel Zen-Ruffinen (SUI) |

|                                                                 |                 |       |       |                                                                                      |
| 22 september WK-kwalificatie № 553 «onderlinge duels» 20:30 uur | Noorwegen       | 1 – 0 | Polen | Ullevaal Stadion, Oslo Toeschouwers: 24.000 Scheidsrechter: Pierluigi Pairetto (ITA) |
| 22 september WK-kwalificatie № 553 «onderlinge duels» 20:30 uur | Jostein Flo 54' |       |       | Ullevaal Stadion, Oslo Toeschouwers: 24.000 Scheidsrechter: Pierluigi Pairetto (ITA) |

|                                                               |       |                                                        |           |                                                                                  |
| 13 oktober WK-kwalificatie № 554 «onderlinge duels» 20:30 uur | Polen | 0 – 3                                                  | Noorwegen | Stadion Miejski, Poznań Toeschouwers: 11.000 Scheidsrechter: Vaclav Krondl (CZE) |
| 13 oktober WK-kwalificatie № 554 «onderlinge duels» 20:30 uur |       | 54' Jostein Flo 68' Jan Åge Fjørtoft 90' Ronny Johnsen |           | Stadion Miejski, Poznań Toeschouwers: 11.000 Scheidsrechter: Vaclav Krondl (CZE) |

|                                                                |                                        |       |                  |                                                                                        |
| 10 november WK-kwalificatie № 555 «onderlinge duels» 20:30 uur | Turkije                                | 2 – 1 | Noorwegen        | Fenerbahçe Stadı, Istanboel Toeschouwers: 12.000 Scheidsrechter: Sergey Husainov (RUS) |
| 10 november WK-kwalificatie № 555 «onderlinge duels» 20:30 uur | Ertuğrul Sağlam 5' Ertuğrul Sağlam 26' |       | 48' Lars Bohinen | Fenerbahçe Stadı, Istanboel Toeschouwers: 12.000 Scheidsrechter: Sergey Husainov (RUS) |

## FIFA-wereldranglijst
| AUGUSTUS | SEPTEMBER | OKTOBER | NOVEMBER | DECEMBER |
| -------- | --------- | ------- | -------- | -------- |
| 9        | 3         | 2       | 5        | 4        |

## Statistieken
| Erik Thorstvedt      | 1962-10-28 | Tottenham Hotspur | 6 | 0 | 0 | 72 | 0  |
| Einar Rossbach       | 1964-10-20 | FC Lyn Oslo       | 3 | 0 | 0 | 6  | 0  |
| Frode Grodås         | 1964-10-24 | Lillestrøm SK     | 1 | 1 | 0 | 10 | 0  |
| Verdediging          |            |                   |   |   |   |    |    |
| Tore Pedersen        | 1969-09-29 | Oldham Athletic   | 9 | 1 | 0 | 31 | 0  |
| Stig Inge Bjørnebye  | 1969-12-11 | Liverpool         | 8 | 0 | 1 | 31 | 1  |
| Gunnar Halle         | 1965-08-11 | Oldham Athletic   | 8 | 0 | 0 | 42 | 4  |
| Rune Bratseth        | 1961-03-19 | Werder Bremen     | 7 | 0 | 0 | 53 | 4  |
| Henning Berg         | 1969-09-01 | Blackburn Rovers  | 5 | 0 | 0 | 9  | 0  |
| Ronny Johnsen        | 1969-06-10 | FC Lyn Oslo       | 2 | 1 | 0 | 7  | 1  |
| Roger Nilsen         | 1969-08-08 | Sheffield United  | 1 | 3 | 0 | 16 | 3  |
| Geirmund Brendesæter | 1970-03-22 | SK Brann          | 1 | 1 | 0 | 2  | 0  |
| Dan Eggen            | 1970-01-13 | Brøndby IF        | 1 | 0 | 0 | 1  | 0  |
| Pål Lydersen         | 1965-09-10 | Arsenal           | 1 | 0 | 0 | 17 | 1  |
| Ole Einar Martinsen  | 1967-03-11 | Rosenborg BK      | 1 | 0 | 0 | 30 | 1  |
| Middenveld           |            |                   |   |   |   |    |    |
| Kjetil Rekdal        | 1968-11-06 | Lierse SK         | 9 | 0 | 1 | 26 | 5  |
| Erik Mykland         | 1971-07-21 | IK Start          | 8 | 0 | 0 | 19 | 1  |
| Øyvind Leonhardsen   | 1970-08-17 | Wimbledon         | 7 | 1 | 3 | 26 | 7  |
| Lars Bohinen         | 1969-09-08 | Nottingham Forest | 7 | 0 | 3 | 22 | 7  |
| Jahn Ivar Jakobsen   | 1965-11-08 | Lierse SK         | 3 | 2 | 3 | 39 | 5  |
| Jan Ove Pedersen     | 1968-11-12 | Lillestrøm SK     | 2 | 1 | 1 | 15 | 1  |
| Kåre Ingebrigtsen    | 1965-11-11 | Manchester City   | 1 | 2 | 0 | 20 | 1  |
| Bent Skammelsrud     | 1966-05-18 | Rosenborg BK      | 1 | 0 | 0 | 12 | 2  |
| Tom Kåre Staurvik    | 1970-02-13 | FK Bodø/Glimt     | 0 | 1 | 0 | 1  | 0  |
| Aanval               |            |                   |   |   |   |    |    |
| Jostein Flo          | 1964-10-03 | Sheffield United  | 9 | 0 | 3 | 17 | 6  |
| Jan Åge Fjørtoft     | 1967-01-10 | Swindon Town      | 6 | 3 | 5 | 45 | 15 |
| Gøran Sørloth        | 1962-07-16 | Bursaspor         | 2 | 1 | 0 | 52 | 15 |
| Mons Ivar Mjelde     | 1967-11-17 | Lillestrøm SK     | 1 | 0 | 2 | 1  | 2  |
| Egil Østenstad       | 1972-01-02 | Viking Stavanger  | 0 | 1 | 2 | 1  | 2  |